# Delphinium bucharicum
Delphinium bucharicum är en ranunkelväxtart som beskrevs av Popow. Delphinium bucharicum ingår i släktet storriddarsporrar, och familjen ranunkelväxter. Inga underarter finns listade i Catalogue of Life.